# Olympische Sommerspiele 1980/Ringen
Bei den XXII. Olympischen Sommerspielen 1980 in Moskau fanden 20 Wettbewerbe im Ringen statt, je zehn im Freistil und im griechisch-römischen Stil. Austragungsort war die Ringerhalle auf dem Gelände des ZSKA-Sportzentrums neben dem Chodynkafeld.

## Bilanz

### Medaillenspiegel
| Platz | Land             | Gold | Silber | Bronze | Gesamt |
| ----- | ---------------- | ---- | ------ | ------ | ------ |
| 1     | Sowjetunion      | 12   | 3      | 2      | 17     |
| 2     | Bulgarien        | 3    | 4      | 3      | 10     |
| 3     | Ungarn           | 2    | 3      | 2      | 7      |
| 4     | Rumänien         | 1    | 1      | 2      | 4      |
| 5     | Griechenland     | 1    | –      | 1      | 2      |
| 6     | Italien          | 1    | –      | –      | 1      |
| 7     | Polen            | –    | 5      | 2      | 7      |
| 8     | Nordkorea        | –    | 2      | –      | 2      |
| 9     | Mongolei         | –    | 1      | 1      | 2      |
| 10    | DDR              | –    | 1      | –      | 1      |
| 11    | Schweden         | –    | –      | 2      | 2      |
| 11    | Tschechoslowakei | –    | –      | 2      | 2      |
| 13    | Finnland         | –    | –      | 1      | 1      |
| 13    | Jugoslawien      | –    | –      | 1      | 1      |
| 13    | Libanon          | –    | –      | 1      | 1      |

### Medaillengewinner
| Konkurrenz         | Gold                   | Silber                 | Bronze                   |
| ------------------ | ---------------------- | ---------------------- | ------------------------ |
| Papiergewicht      | Claudio Pollio         | Jang Se-hong           | Sergei Kornilajew        |
| Fliegengewicht     | Anatoli Beloglasow     | Władysław Stecyk       | Nermedin Selimow         |
| Bantamgewicht      | Sergei Beloglasow      | Li Ho-pyong            | Dugarsürengiin Ojuunbold |
| Federgewicht       | Magomedgassan Abuschew | Micho Dukow            | Georgios Chatziioannidis |
| Leichtgewicht      | Saipulla Absaidow      | Iwan Jankow            | Šaban Sejdi              |
| Weltergewicht      | Walentin Rajtschew     | Dschamtsyn Dawaadschaw | Dan Karabín              |
| Mittelgewicht      | Ismail Abilow          | Magomedchan Arazilow   | István Kovács            |
| Halbschwergewicht  | Sanassar Howhannisjan  | Uwe Neupert            | Aleksander Cichoń        |
| Schwergewicht      | Illja Mate             | Slawtscho Tscherwenkow | Julius Strnisko          |
| Superschwergewicht | Soslan Andijew         | József Balla           | Adam Sandurski           |

| Konkurrenz         | Gold                    | Silber               | Bronze             |
| ------------------ | ----------------------- | -------------------- | ------------------ |
| Papiergewicht      | Schaqsylyq Üschkempirow | Constantin Alexandru | Ferenc Seres       |
| Fliegengewicht     | Wachtang Blagidse       | Lajos Rácz           | Mladen Mladenow    |
| Bantamgewicht      | Schamil Serikow         | Józef Lipień         | Benni Ljungbeck    |
| Federgewicht       | Stylianos Migiakis      | István Tóth          | Boris Kramarenko   |
| Leichtgewicht      | Ștefan Rusu             | Andrzej Supron       | Lars-Erik Skiöld   |
| Weltergewicht      | Ferenc Kocsis           | Anatoli Bykow        | Mikko Huhtala      |
| Mittelgewicht      | Gennadi Korban          | Jan Dolgowicz        | Pawel Pawlow       |
| Halbschwergewicht  | Norbert Növényi         | Igor Kanygin         | Petre Dicu         |
| Schwergewicht      | Georgi Rajkow           | Roman Bierła         | Vasile Andrei      |
| Superschwergewicht | Oleksandr Koltschynskyj | Alexandar Tomow      | Hassan Ali Bechara |

## Ergebnisse Freistil

### Papiergewicht (bis 48 kg)

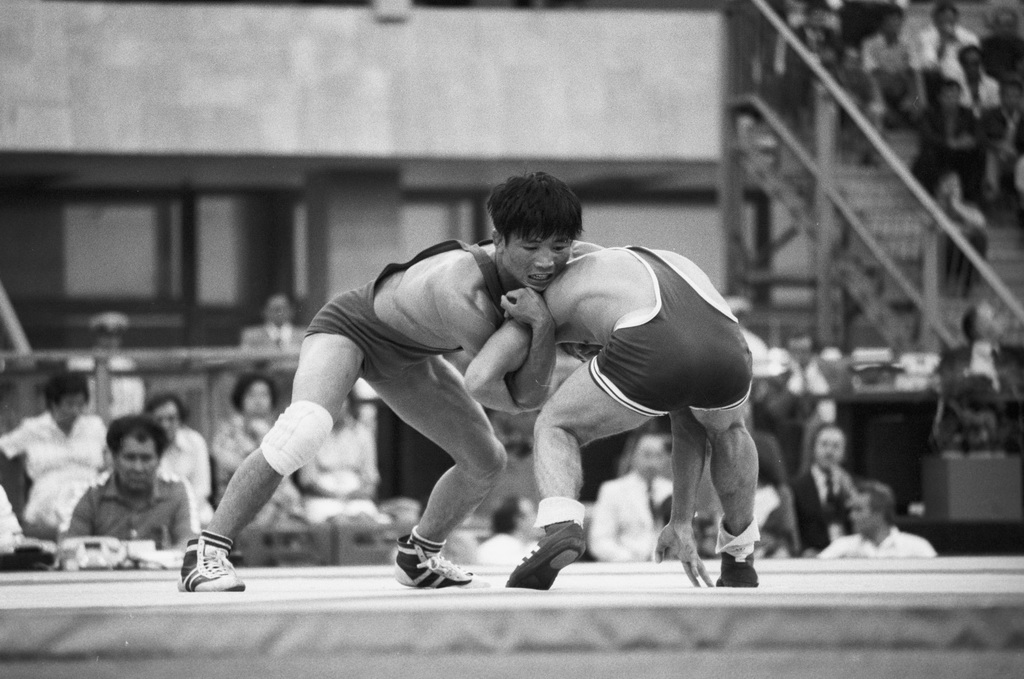
Jang Se-hong (links) gegen Sergei Kornilajew (rechts)

| Platz | Land | Sportler          |
| ----- | ---- | ----------------- |
| 1     | ITA  | Claudio Pollio    |
| 2     | PRK  | Jang Se-hong      |
| 3     | URS  | Sergei Kornilajew |
| 4     | POL  | Jan Falandys      |
| 5     | IND  | Mahabir Singh     |
| 6     | HUN  | László Bíró       |
| 7     | BUL  | Rumen Jordanow    |
| 8     | ROM  | Gheorghe Rașovan  |

Datum: 27. bis 29. Juli 1980

14 Teilnehmer aus 14 Ländern

### Fliegengewicht (bis 52 kg)
| Platz | Land | Sportler           |
| ----- | ---- | ------------------ |
| 1     | URS  | Anatoli Beloglasow |
| 2     | POL  | Władysław Stecyk   |
| 3     | BUL  | Nermedin Selimow   |
| 4     | HUN  | Lajos Szabó        |
| 5     | PRK  | Jang Dok-ryong     |
| 6     | MGL  | Nandsadyn Büregdaa |
| 7     | YUG  | Koce Efremov       |
| 8     | GDR  | Hartmut Reich      |

Datum: 28. bis 30. Juli 1980

16 Teilnehmer aus 16 Ländern

### Bantamgewicht (bis 57 kg)
| Platz | Land | Sportler                 |
| ----- | ---- | ------------------------ |
| 1     | URS  | Sergei Beloglasow        |
| 2     | PRK  | Li Ho-pyong              |
| 3     | MGL  | Dugarsürengiin Ojuunbold |
| 4     | BUL  | Iwan Zotschew            |
| 5     | ROM  | Aurel Neagu              |
| 6     | POL  | Wiesław Kończak          |
| 7     | IRQ  | Karim Salman Muhsin      |
| 8     | HUN  | Sándor Németh            |

Datum: 29. bis 31. Juli 1980

16 Teilnehmer aus 16 Ländern

### Federgewicht (bis 62 kg)
| Platz | Land | Sportler                     |
| ----- | ---- | ---------------------------- |
| 1     | URS  | Magomedgassan Abuschew       |
| 2     | BUL  | Micho Dukow                  |
| 3     | GRE  | Georgios Chatziioannidis     |
| 4     | CUB  | Raúl Cascaret                |
| 5     | ROM  | Aurel Șuteu                  |
| 6     | MGL  | Öldsiibajaryn Nasandschargal |
| 7     | GBR  | Brian Aspen                  |
| 8     | HUN  | Zoltán Szalontai             |

Datum: 27. bis 29. Juli 1980

13 Teilnehmer aus 13 Ländern

### Leichtgewicht (bis 68 kg)
| Platz | Land | Sportler          |
| ----- | ---- | ----------------- |
| 1     | URS  | Saipulla Absaidow |
| 2     | BUL  | Iwan Jankow       |
| 3     | YUG  | Šaban Sejdi       |
| 4     | IND  | Jagmander Singh   |
| 5     | GDR  | Eberhard Probst   |
| 6     | ROM  | Octavian Dușa     |
| 7     | IRQ  | Ali Hussain Faris |
| 8     | FIN  | Pekka Rauhala     |

Datum: 29. bis 31. Juli 1980

18 Teilnehmer aus 18 Ländern

### Weltergewicht (bis 74 kg)

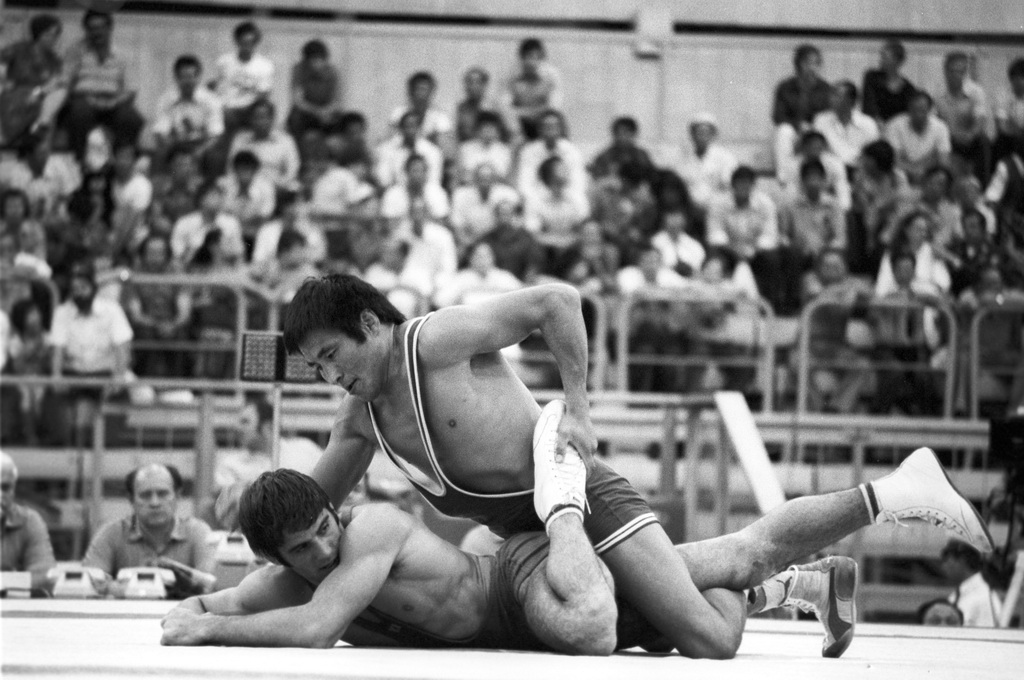
Walentin Rajtschew (unten) gegen Dschamtsyn Dawaadschaw (oben)

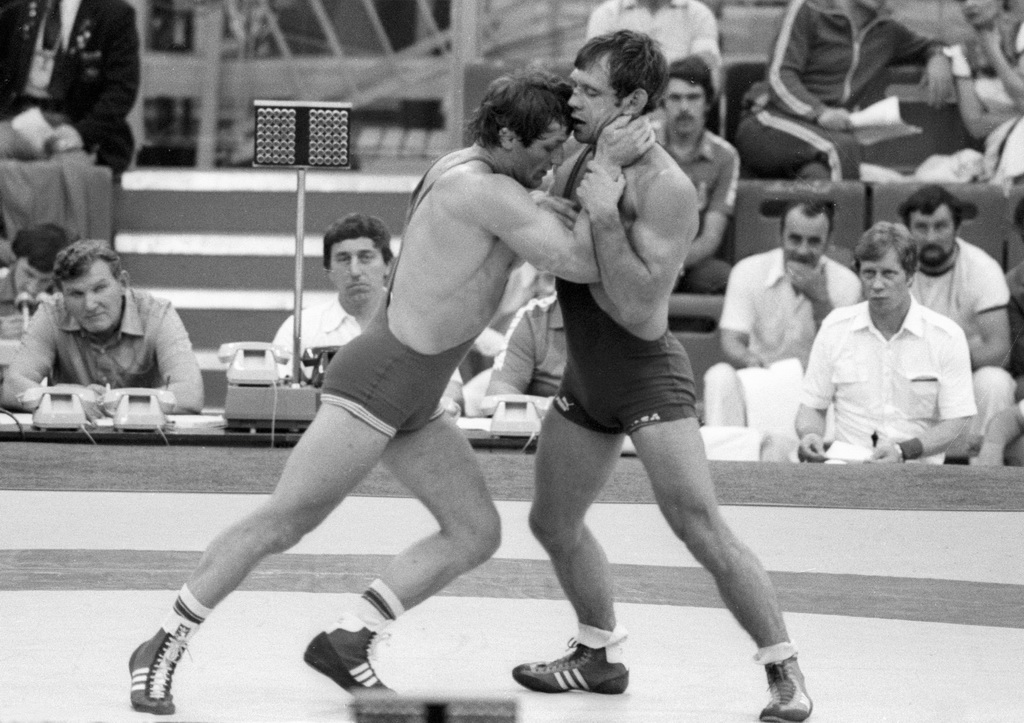
Ferenc Kocsis (links) gegen Anatoli Bykow (rechts)

| Platz | Land | Sportler               |
| ----- | ---- | ---------------------- |
| 1     | BUL  | Walentin Rajtschew     |
| 2     | MGL  | Dschamtsyn Dawaadschaw |
| 3     | TCH  | Dan Karabín            |
| 4     | URS  | Pawel Pinigin          |
| 5     | POL  | Ryszard Ścigalski      |
| 6     | IND  | Rajinder Singh         |
| 7     | HUN  | István Fehér           |
| 8     | ITA  | Riccardo Niccolini     |
| 9     | GDR  | Reinhold Steingräber   |
|       |      |                        |
| 12    | AUT  | Bartholomäus Brötzner  |
| 12    | SUI  | Rudolf Marro           |

Datum: 28. bis 30. Juli 1980

18 Teilnehmer aus 18 Ländern

### Mittelgewicht (bis 82 kg)
| Platz | Land | Sportler             |
| ----- | ---- | -------------------- |
| 1     | BUL  | Ismail Abilow        |
| 2     | URS  | Magomedchan Arazilow |
| 3     | HUN  | István Kovács        |
| 4     | POL  | Henryk Mazur         |
| 5     | YUG  | Abdula Memedi        |
| 6     | MGL  | Dsewegiin Düwtschin  |
| 7     | AUT  | Günter Busarello     |
| 8     | SYR  | Mohamed El-Oulabi    |
| 9     | GDR  | Armin Weier          |

Datum: 29. bis 31. Juli 1980

14 Teilnehmer aus 14 Ländern

### Halbschwergewicht (bis 90 kg)
| Platz | Land | Sportler                      |
| ----- | ---- | ----------------------------- |
| 1     | URS  | Sanassar Howhannisjan         |
| 2     | GDR  | Uwe Neupert                   |
| 3     | POL  | Aleksander Cichoń             |
| 4     | BUL  | Iwan Ginow                    |
| 5     | MGL  | Daschdordschiin Tserentogtoch |
| 6     | FRA  | Christophe Andanson           |
| 7     | ROM  | Ion Ivanov                    |
| 8     | AUS  | Mick Pikos                    |

Datum: 27. bis 29. Juli 1980

15 Teilnehmer aus 15 Ländern

### Schwergewicht (bis 100 kg)

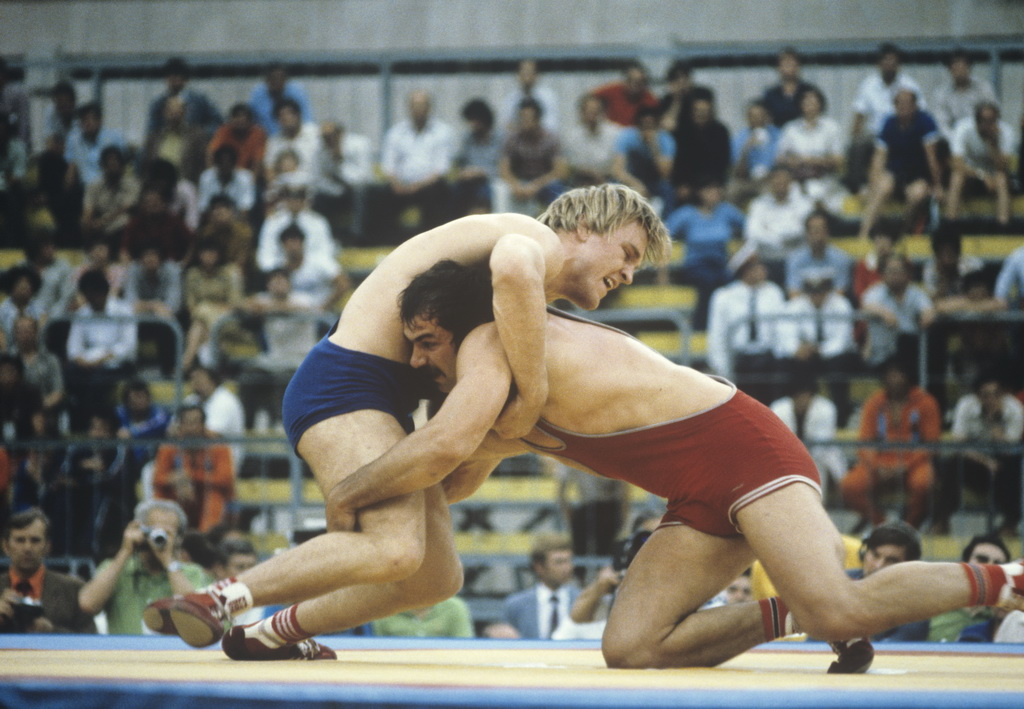
Julius Strnisko (links) gegen Illja Mate (rechts)

| Platz | Land | Sportler               |
| ----- | ---- | ---------------------- |
| 1     | URS  | Illja Mate             |
| 2     | BUL  | Slawtscho Tscherwenkow |
| 3     | TCH  | Julius Strnisko        |
| 4     | GDR  | Harald Büttner         |
| 5     | POL  | Tomasz Busse           |
| 6     | ROM  | Vasile Pușcașu         |
| 7     | CUB  | Bárbaro Morgan         |
| 8     | MGL  | Chorloogiin Bajanmönch |

Datum: 28. bis 30. Juli 1980

15 Teilnehmer aus 15 Ländern

### Superschwergewicht (über 100 kg)

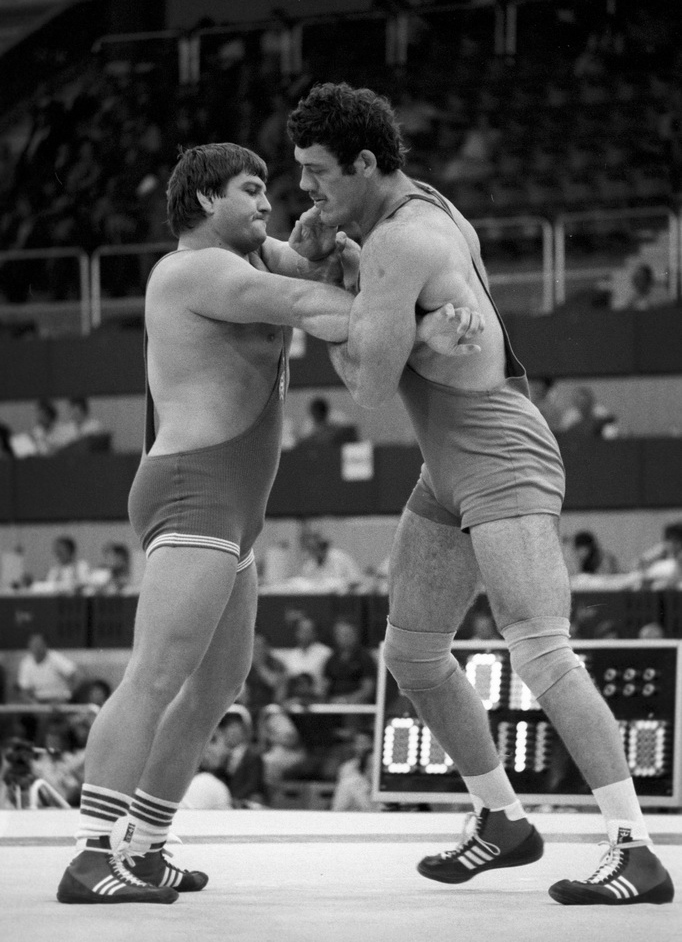
József Balla (links) gegen Adam Sandurski (rechts)

| Platz | Land | Sportler       |
| ----- | ---- | -------------- |
| 1     | URS  | Soslan Andijew |
| 2     | HUN  | József Balla   |
| 3     | POL  | Adam Sandurski |
| 4     | GDR  | Roland Gehrke  |
| 5     | ROM  | Andrei Ianko   |
| 6     | SEN  | Mamadou Sakho  |
| 7     | BUL  | Petar Iwanow   |
| 8     | CUB  | Arturo Díaz    |

Datum: 29. bis 31. Juli 1980

12 Teilnehmer aus 12 Ländern

## Ergebnisse griechisch-römischer Stil

### Papiergewicht (bis 48 kg)
| Platz | Land | Sportler                |
| ----- | ---- | ----------------------- |
| 1     | URS  | Schaqsylyq Üschkempirow |
| 2     | ROM  | Constantin Alexandru    |
| 3     | HUN  | Ferenc Seres            |
| 4     | BUL  | Pawel Christow          |
| 5     | FIN  | Reijo Haaparanta        |
| 6     | MEX  | Alfredo Olvera          |
| 7     | ITA  | Vincenzo Maenza         |
| 8     | POL  | Roman Kierpacz          |

Datum: 20. bis 22. Juli 1980

10 Teilnehmer aus 10 Ländern

### Fliegengewicht (bis 52 kg)
| Platz | Land | Sportler              |
| ----- | ---- | --------------------- |
| 1     | URS  | Wachtang Blagidse     |
| 2     | HUN  | Lajos Rácz            |
| 3     | BUL  | Mladen Mladenow       |
| 4     | ROM  | Nicu Gingă            |
| 5     | TCH  | Antonín Jelínek       |
| 6     | POL  | Stanisław Wróblewski  |
| 7     | FIN  | Taisto Halonen        |
| 8     | SYR  | Abdulnasser El-Oulabi |

Datum: 21. bis 23. Juli 1980

10 Teilnehmer aus 10 Ländern

### Bantamgewicht (bis 57 kg)
| Platz | Land | Sportler            |
| ----- | ---- | ------------------- |
| 1     | URS  | Schamil Serikow     |
| 2     | POL  | Józef Lipień        |
| 3     | SWE  | Benni Ljungbeck     |
| 4     | ROM  | Mihai Boțilă        |
| 5     | ITA  | Antonino Caltabiano |
| 6     | TCH  | Josef Krysta        |
| 7     | HUN  | Gyula Molnár        |
| 8     | BUL  | Georgi Donew        |
|       |      |                     |
| 10    | AUT  | Herbert Nigsch      |

Datum: 22. bis 24. Juli 1980

13 Teilnehmer aus 13 Ländern

### Federgewicht (bis 62 kg)
| Platz | Land | Sportler           |
| ----- | ---- | ------------------ |
| 1     | GRE  | Stylianos Migiakis |
| 2     | HUN  | István Tóth        |
| 3     | URS  | Boris Kramarenko   |
| 4     | YUG  | Ivan Frgić         |
| 5     | BUL  | Panajot Kirow      |
| 6     | POL  | Kazimierz Lipień   |
| 7     | SYR  | Radwan Karout      |
| 8     | TCH  | Michal Vejsada     |

Datum: 20. bis 22. Juli 1980

11 Teilnehmer aus 11 Ländern

### Leichtgewicht (bis 68 kg)
| Platz | Land | Sportler            |
| ----- | ---- | ------------------- |
| 1     | ROM  | Ștefan Rusu         |
| 2     | POL  | Andrzej Supron      |
| 3     | SWE  | Lars-Erik Skiöld    |
| 4     | URS  | Suren Nalbandjan    |
| 5     | MGL  | Bujandelgeriin Bold |
| 6     | BUL  | Iwan Atanasow       |
| 7     | AUT  | Reinhard Hartmann   |
| 8     | HUN  | Károly Gaál         |

Datum: 22. bis 24. Juli 1980

15 Teilnehmer aus 15 Ländern

### Weltergewicht (bis 74 kg)
| Platz | Land | Sportler            |
| ----- | ---- | ------------------- |
| 1     | HUN  | Ferenc Kocsis       |
| 2     | URS  | Anatoli Bykow       |
| 3     | FIN  | Mikko Huhtala       |
| 4     | BUL  | Janko Tschopow      |
| 5     | SWE  | Lennart Lundell     |
| 6     | TCH  | Vítězslav Mácha     |
| 7     | ROM  | Gheorghe Minea      |
| 8     | BEL  | Jacques Van Lancker |

Datum: 21. bis 23. Juli 1980

14 Teilnehmer aus 14 Ländern

### Mittelgewicht (bis 82 kg)
| Platz | Land | Sportler          |
| ----- | ---- | ----------------- |
| 1     | URS  | Gennadi Korban    |
| 2     | POL  | Jan Dolgowicz     |
| 3     | BUL  | Pawel Pawlow      |
| 4     | SWE  | Leif Andersson    |
| 5     | GDR  | Detlef Kühn       |
| 6     | HUN  | Mihály Toma       |
| 7     | SYR  | Mohamed El-Oulabi |
| 8     | TCH  | Miroslav Janota   |

Datum: 22. bis 24. Juli 1980

12 Teilnehmer aus 12 Ländern

### Halbschwergewicht (bis 90 kg)
| Platz | Land | Sportler            |
| ----- | ---- | ------------------- |
| 1     | HUN  | Norbert Növényi     |
| 2     | URS  | Igor Kanygin        |
| 3     | ROM  | Petre Dicu          |
| 4     | SWE  | Frank Andersson     |
| 5     | GDR  | Thomas Horschel     |
| 6     | CUB  | José Poll           |
| 7     | FRA  | Christophe Andanson |
| 8     | GRE  | Georgios Pozidis    |
| 9     | AUT  | Franz Pitschmann    |

Datum: 20. bis 22. Juli 1980

15 Teilnehmer aus 15 Ländern

### Schwergewicht (bis 100 kg)
| Platz | Land | Sportler           |
| ----- | ---- | ------------------ |
| 1     | BUL  | Georgi Rajkow      |
| 2     | POL  | Roman Bierła       |
| 3     | ROM  | Vasile Andrei      |
| 4     | YUG  | Refik Memišević    |
| 5     | GRE  | Georgios Pikilidis |
| 6     | TCH  | Oldřich Dvořák     |
| 7     | URS  | Nikolai Balboschin |
| 8     | DEN  | Svend Studsgaard   |
| 9     | HUN  | Tamás Gáspár       |

Datum: 21. bis 23. Juli 1980

9 Teilnehmer aus 9 Ländern

### Superschwergewicht (über 100 kg)
| Platz | Land | Sportler                |
| ----- | ---- | ----------------------- |
| 1     | URS  | Oleksandr Koltschynskyj |
| 2     | BUL  | Alexandar Tomow         |
| 3     | LIB  | Hassan Ali Bechara      |
| 4     | HUN  | József Farkas           |
| 5     | YUG  | Prvoslav Ilić           |
| 6     | CUB  | Arturo Díaz             |
| 7     | ROM  | Roman Codreanu          |
| 8     | POL  | Marek Galiński          |

Datum: 22. bis 24. Juli 1980

10 Teilnehmer aus 10 Ländern